# Заборонена зона (фільм, 1988)
«Заборонена зона» (рос. «Запретная зона») — радянський художній фільм 1988 року режисера Миколи Губенка, поставлений на кіностудії «Мосфільм» в жанрі соціальної драми. Прем'єра відбулася на ЦТ СРСР в жовтні 1988 року.

## Сюжет
Центральна Росія. Заступнику голови райвиконкому Третьяковій доручено організувати роботу з ліквідації наслідків смерчу, що раптово обрушився на село. Їй доводиться змиритися з байдужістю дачників з сусіднього селища, незайманих лихом. Покладаючись на власний досвід і волю потерпілих, Третьякова зробить все можливе…

## У головних ролях
- Жанна Болотова —  Віра Андріївна Третьякова, заступник голови райвиконкому Зарічного району
- Кирило Лавров —  Некльосов, голова садового-дачного кооперативу
- Нонна Мордюкова —  Н. В. Авдотьїна, мешканка села Воздвиженського, що постраждала від смерчу і втратила свого чоловіка
- Інокентій Смоктуновський —  Артем Григорович Каланчов, мешканець села Воздвиженське
- Всеволод Ларіонов — дачник
- Марія Поліцеймако — дачниця
- Алла Ларіонова — дачниця
- Володимир Зельдін — дачник
- Расмі Джабраїлов — дачник
- Марія Скворцова —  Єлизавета Прохорова, дружина фронтовика-інваліда
- Петро Щербаков —  Ісай Юхимович Забродник, директор ліспромгоспу
- Микола Рибников —  Олександр Степанович Іванцов, голова обласної надзвичайної комісії (озвучив Юрій Бєляєв)
- Любов Соколова —  Олександра, голова сільради
- Леонід Куравльов —  Георгій Семенович Прохоров, син фронтовика-інваліда
- Марія Виноградова —  мешканка села Воздвиженське, постраждала
- Ілля Іванов —  телевізійний кореспондент
- Валентина Ананьїна — Каланчева

## Знімальна група
- Сценарій і постановка: Микола Губенко
- Оператор-постановник: Павло Лебешев
- Композитор: Ігор Назарук
- Художники-постановники: Юрій Кладієнко, Тетяна Морковкіна